# Got Live If You Want It! (EP)
Ne doit pas être confondu avec l'album Got Live If You Want It!
Albums de The Rolling Stones
Five by Five
(1964)
Got Live If You Want It! est un EP live des Rolling Stones, sorti au Royaume-Uni en juin 1965.
La chanson I'm Alright est parue aux États-Unis sur les albums américains Out of our Heads et Got Live If You Want It (sous une autre version), tandis que Route 66 et I'm Moving On sont publiés sur l'album américain December's Children (And Everybody's).
| 1. | We Want The Stones               | Nanker Phelge                             | 0:13 |
| 2. | Everybody Needs Somebody to Love | Solomon Burke, Jerry Wexler, Bert Russell | 0:36 |
| 3. | Pain in My Heart                 | Naomi Neville                             | 2:03 |
| 4. | Route 66                         | Bobby Troup                               | 2:36 |

| 5. | I'm Moving On | Hank Snow      | 2:13 |
| 6. | I'm Alright   | Ellas McDaniel | 2:22 |